# Osamu Dazai (personaje)
Osamu Dazai (太宰 治 Dazai Osamu?) es un personaje ficticio del manga Bungō Stray Dogs, escrito por Kafka Asagiri e ilustrado por Sango Harukawa. Él también aparece en las novelas ligeras basadas en la serie y en la película Bungō Stray Dogs: Dead Apple de 2018. Además de la serie, Dazai hizo un cameo en la película de anime Eureka Seven: Hi-Evolution. Dazai es un joven adulto que recluta a Atsushi Nakajima para convertirse en detective de la Agencia Armada de Detectives, donde resuelven casos misteriosos que a menudo ayudan a la policía. Aunque suele ser alegre e infantil, Dazai solía pertenecer a la Port Mafia, lugar donde asesinaba gente.
Dazai fue creado por el escritor Kafka Asagiri y el ilustrador Sango Harukawa. Su apariencia y personalidad fueron diseñadas para contrastar con el de Atsushi, mientras que su nombre es el mismo que el del difunto escritor de la vida real Osamu Dazai. El Dazai ficticio ha sido popular en Japón apareciendo a menudo en encuestas y ganando premios de diferentes revistas. Las críticas a su interpretación en el anime y el manga ha sido mayoritariamente positiva debido a sus interacciones con su compañero Doppo Kunikida, su personalidad y sus rasgos de carácter. Sin embargo, los frecuentes intentos de suicidio del personaje fueron criticados por ser demasiado oscuros para ser graciosos.

## Creación y diseño
Kafka Asagiri, creó el personaje de para contrastarlo con Atsushi Nakajima. Sus principales rasgos fueron su figura esbelta y su personalidad humorística. No le agradaba por intentar suicidarse. Harukawa cubrió su cuerpo con vendas junto con otros elementos al conceptualizar su diseño. Los vendajes están destinados a representar la obsesión de Dazai con el suicidio. Asagiri se sorprendió por los diseños de Harukawa para los protagonistas. Otro contraste entre los personajes principales fue la idea de equilibrar sus colores para que el cabello negro de Dazai contrastara con el cabello blanco de Atsushi.

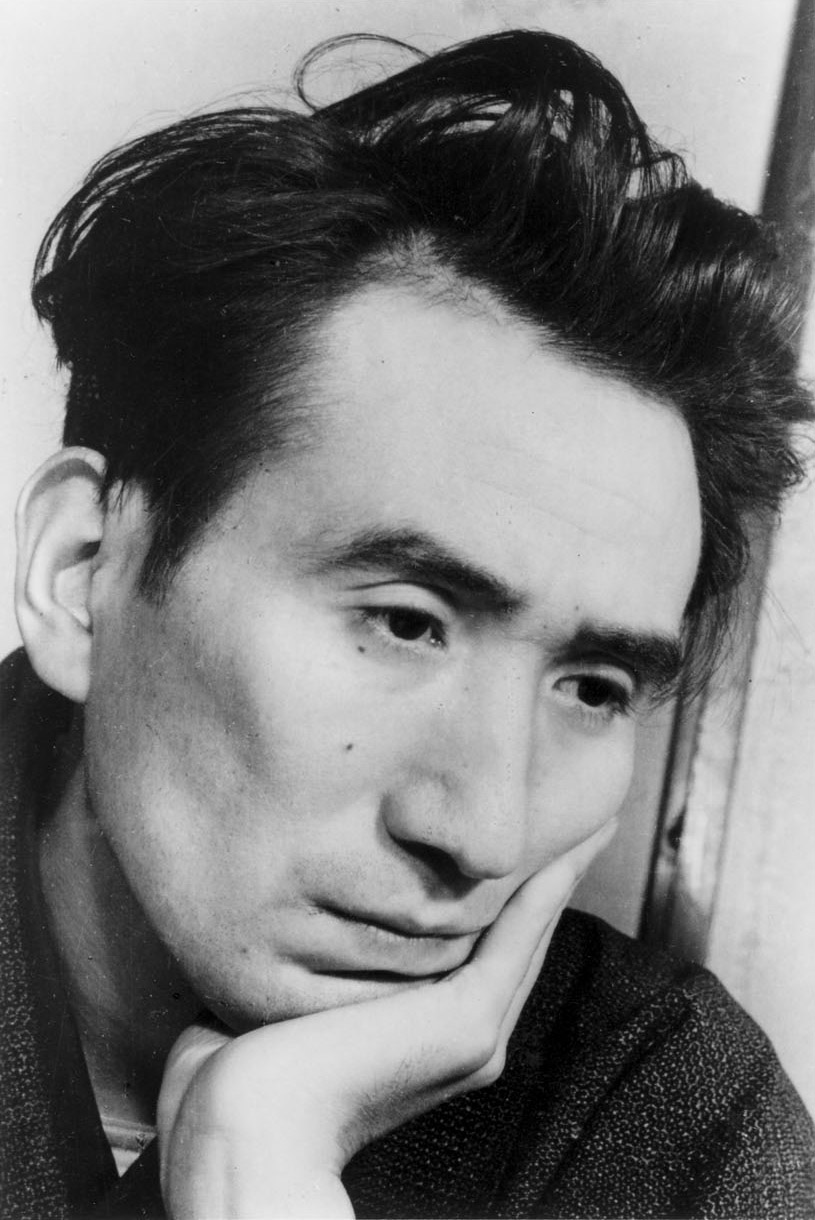
El verdadero Osamu Dazai fue una gran influencia en el personaje.

Al escribir la historia de fondo de Dazai para las novelas ligeras, Asagiri se inspiró en la imagen de los escritores reales Dazai, Ango Sakaguchi y Sakunosuke Oda. La relación que tenía el trío a pesar de estar en una imagen, inspiró a Asagiri a escribir Osamu Dazai y la Era Oscura. Otro aspecto del trío que inspiró al manga fue cómo reaccionó el Dazai real a la muerte de Oda. En el mundo real, Dazai también era fanático de las obras de Ryūnosuke Akutagawa, pero en el manga esto se invirtió en términos de la relación entre los dos personajes. Asagiri decidió mantener esta razón en manos del lector en lugar de explicar por qué eligió esto.
Cuando leyó el manga por primera vez, el director del anime, Yasuomi Umetsu, quedó impresionado por la relación que Dazai tenía con Atsushi y Akutagawa. Esto le dio al personal ideas para hacer las secuencias simbólicas en las escenas del inicio y final del anime donde aparecen los tres personajes. El personal notó que Dazai tenía una relación de mentor a subordinado con Atsushi y Akutagawa, lo que llevó a escenas en las que se lo ve tratando de acariciar sus cabezas. Para la película Bungo Stray Dogs: Dead Apple, Asagiri sugirió que Bones cambiara el peinado de Dazai. A pesar de este rediseño, y de que Dazai se asoció con el villano principal, Asagiri dijo que no son el foco principal de la película; eso está en Atsushi, Kyoka y Akutagawa. Para la película, Asagiri concibió la idea de que la historia comenzara con la muerte de Dazai y cómo sería revivido a lo largo de la historia. Sin embargo, se pregunta cuál debería haber sido la causa de la muerte. Otra idea para la caracterización de Dazai en la película fue no cambiarla, sino centrarse en cómo trata a otras personas.
El actor de voz Mamoru Miyano encontró que el Dazai joven fue más desafiante de expresar. Debido a su personalidad más oscura, y porque no se preocupaba por los demás, Miyano tuvo que usar un tono de voz más apagado. Esa etapa del personaje de Dazai le dejó una profunda impresión. Miyano también notó que Dazai logró convertirse en una mejor persona gracias a su amistad con Odasaku y Ango. En retrospectiva, Miyano sintió que el período más oscuro de Dazai le dio una mayor comprensión de su personaje a medida que cambiaba a lo largo de la historia. El actor de doblaje en inglés de Dazai, Kaiji Tang dijo que esperaba trabajar en Bungo Stray Dogs, ya que había visto la serie anteriormente. Tang estaba encantado de darle voz a Dazai para el doblaje en inglés porque se sintió atraído por su actitud cómica.

## Apariciones

### EnBungo Stray Dogs

#### Manga
Como miembro de la Agencia Armada de Detectives que recluta a Atsushi como detective y su subordinado, Dazai es conocido por ser un «maníaco suicida» debido a su deseo de suicidarse y morir cómodamente algún día, preferiblemente con una mujer hermosa. Sin embargo, bajo su comportamiento despreocupado y relajado, Dazai es extremadamente astuto, inteligente, hábil y brutal, y alguna vez fue un temido ejecutivo de la Port Mafia. Su habilidad, Indigno de ser humano (人間 失 格, Ningen Shikkaku), le permite anular completamente cualquier habilidad sobrenatural al tocarla. A Dazai le gusta cuando Atsushi se convierte en su subordinado y comienza a trabajar en la agencia, creyendo que es superior a algunos de los hombres de la mafia. Cuando se deja secuestrar por la Port Mafia, Dazai le dice a su antiguo subordinado, Ryūnosuke Akutagawa, que Atsushi es superior a él, lo que enfurece a Akutagawa. Sin embargo, la relación se convierte en una alianza entre la agencia y la mafia para enfrentarse a un grupo conocido como The Guild. Durante la pelea, Dazai une fuerzas con su antiguo aliado de la mafia, Chūya Nakahara, para enfrentarse a los miembros de The Guild.
Tras la derrota de The Guild, Dazai se encuentra con Fyodor Dostoyevsky, el líder de las Ratas en la Casa de los Muertos, quien lo hiere para generar caos entre cada grupo para ver quién conseguirá la cura. Luego, Dazai es asesinado por uno de los subordinados de Dostoyevsky y termina en el hospital. Al recuperarse, Dazai hace que los miembros de la agencia rastreen al subordinado de Dostoyevsky que tiene la clave de la cura mientras él y los miembros de The Guild logran localizar a Dostoyevsky y hacer que lo arresten. Sin embargo, los hombres de Dostoyevsky vuelven a amenazar a la agencia y Dazai es encarcelado. A pesar de su encarcelamiento, Dazai le pide ayuda a Ango para dar órdenes a la agencia de luchar contra los miembros de la Decadencia de los Ángeles y el gobierno.

#### Novelas ligeras
Las novelas ligeras siguen la historia a fondo de Dazai. Osamu Dazai and the Dark Era involucra su relación con Oda Sakunosuke cuatro años antes de los eventos del manga cuando trabajaba para la mafia. Antes de que Sakunosuke falleciera después de una pelea, le dice a Dazai en sus últimos momentos que deje la mafia y busque una nueva forma de vida que no implique cometer asesinatos. Dazai, Chūya, Fifteen Years Old sigue la vida de Dazai como miembro de la Port Mafia. Dazai, bajo la atenta mirada de Ōgai Mori, recibe su primera misión de investigar un fantasma. Ōgai Mori conoció a Osamu Dazai a los 14 años cuando lo acogió como un paciente que había intentado suicidarse recientemente. Esa misma noche, Mori asesinó al exjefe moribundo de la Port Mafia, cuyo único objetivo en ese momento era más muerte y destrucción. El joven Dazai fue el único testigo. Mori luego le contó a Dazai la historia falsa: que el Jefe murió de una enfermedad grave y que su último deseo era que Mori lo sucediera. Él y Chūya solían ser compañeros durante sus días en la mafia, y juntos, después de diezmar una organización enemiga en una noche, se destacaron  y fueron apodados como «el peor enemigo del inframundo criminal», ganando el título de «Twin Dark» (双 黒, Sōkoku). A la edad de 20 años, se unió a la Agencia de Detectives Armados por recomendación del Jefe Taneda de la 
División Especial Para Poderes Inusuales y, como novato, Fukuzawa Yukichi lo convirtió en subordinado de Doppo Kunikida, además de administrar su examen de admisión. Poco después, ambos fueron asignados a trabajar en el Caso de desaparición en serie de los visitantes de Yokohama, que Kunikida decidió que sería el examen de ingreso de Dazai. La investigación lo lleva a Chūya Nakahara, el infame «Rey de las Ovejas», un grupo rival de jóvenes. La trama del examen de ingreso de Dazai describe cómo Dazai se unió a la Agencia de Detectives y conoció a sus futuros socios.
Él también está presente en la novela ligera BEAST: White Akutagawa, Black Atsushi, en una versión alternativa de su mundo, todavía trabajando para la Port Mafia junto a Atsushi y Kyoka Izumi. También aparece en la novela ligera Bungo Stray Dogs: 55 Minutes donde la agencia se encarga de encontrar a un ladrón.

### Otras apariciones

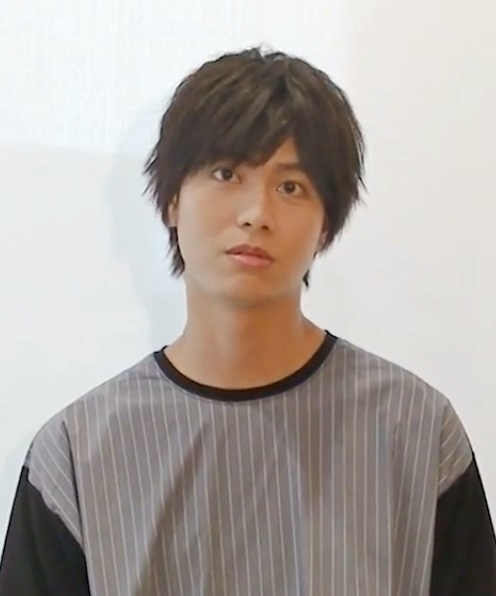
El actor Hideya Tawada, intérprete del personaje en las obras teatrales.

En el juego para teléfonos móviles Bungo Stray Dogs: Tales of the Lost, Dazai aparece como un personaje jugable. También es un personaje invitado en Yume 100. Dazai aparece en la película Bungo Stray Dogs: Dead Apple de 2018. A petición de Ango Sakaguchi, la Agencia Armada de Detectives investiga a Tatsuhiko Shibusawa, un usuario de habilidad avanzado que se hace llamar «el coleccionista» y sospechoso de estar vinculado a un incidente que involucra múltiples suicidios. Dazai se alía con Shibusawa por razones desconocidas. Shibusawa se da cuenta de que Dazai es solo un agente y lo apuñala con un cuchillo, dejándolo morir. Antes de la muerte de Dazai, Shibusawa se convierte en un gran dragón que amenaza con destruir la ciudad. Chuya logra liberar a Dazai de su destino, ya que él ya previó la traición de Shibusawa. Dazai está presente en el yonkoma Wan! donde se le representa en miniatura.
En las cuatro primeras adaptaciones teatrales de la franquicia, Dazai fue interpretado por el actor Hideya Tawada. En 2021, se anunció que Tawada sería reemplazado por el actor Rui Tabuchi en los próximos proyectos.

## Popularidad
El personaje ha sido muy popular en Japón. En 2017, Dazai fue votado como el quinto mejor personaje masculino en la revista Newtype por su papel en el anime.  En los Newtype Anime Awards 2017-2018, Dazai ocupó el tercer lugar por su papel en la película. En una encuesta de Otaku Hit Ranking de 2017, Dazai ocupó el décimo lugar en la categoría: ¿Cuál de estos personajes 2D crees que ha sido el más popular este año? En una encuesta de Newtype, Dazai fue votado como el decimocuarto personaje de anime masculino más popular de la década de 2010. Rebecca Silverman se refirió a Dazai como su personaje favorito de 2016 a pesar de aparecer por primera vez en múltiples bromas suicidas, sintió que él muestra profundidades que lo retratan como una persona más madura que influye en Atsushi y Akutagawa para convertirse en personas más fuertes. En una encuesta de Anime! Anime!, Dazai y Chuya fueron votados como uno de los mejores rivales de anime convertidos en aliados.